# 季愈
季愈，字退如，亦字秋圃，江南扬州府宝应縣人，清朝政治人物、榜眼及第。

## 生平
康熙二十三年（1684年），鄉試中舉；康熙三十九年（1700年）登庚辰科進士一甲第三名，授翰林院编修。康熙四十五年，任会试同考官，迁右中允。康熙四十七年，充顺天武举乡试正考官。康熙四十八年二月，提督广西学政。后历升詹事府庶子，任广东學政，卒於任內。